# لويس دي فرايسينيه
لويس دي فرايسينيه كان مستكشفًا وضابطًا بالبحرية الفرنسية. طاف حول الأرض، وفي عام 1811م، نشر أول خريطة تُظهر مخططًا كاملاً لساحل أستراليا.

## طالع أيضًا
- قائمة المستكشفين